# فهرست باغ‌های ایران

## باغهای ثبت شده در فهرست آثار ملی
1. باغ و عمارت فتح‌آباد - استان آذربایجان شرقی - شهر تبریز
2. باغ و عمارت امیر - استان آذربایجان شرقی - شهر تبریز
3. انگورستان ملک - استان اصفهان - شهر اصفهان
4. چهارباغ عباسی - استان اصفهان - شهر اصفهان
5. باغ فین و مجموعه بناهای آن -استان اصفهان - شهر کاشان
6. باغ و سفارت ایتالیا (فرمانیه) - استان تهران - شهر تهران
7. باغ نگارستان (دانشکده علوم اجتماعی) - استان تهران - شهر تهران
8. باغ و سفارت انگلیس - استان تهران - شهر تهران
9. باغ و عمارت عین الدوله - استان تهران - شهر تهران
10. باغ و گورستان ظهیرالدوله - استان تهران - شهرستان شمیرانات
11. باغ و عمارت خیابان صفا - استان تهران - شهر تهران
12. باغ مستوفی الممالک و بناهای موجود در آن - استان تهران - شهر تهران
13. باغ و کوشک ناصریه - استان تهران - شهرستان پاکدشت
14. بوستان شفق - استان تهران - شهر تهران
15. محل جامعه معلولین ایران - استان تهران - شهر تهران
16. باغ خانه محمد اسماعیل خان نوری - استان کرمان - شهر کرمان
17. باغ نشاط-استان کرمان-شهرکرمان
18. باغ شماره ۲ کرمان - استان کرمان - شهر کرمان
19. باغ شماره ۳ کرمان(باغ مدعی العموم) - استان کرمان - شهر کرمان
20. باغ شاهزاده - استان کرمان - شهر ماهان در نزدیکی کرمان
21. باغ عمارت بیگلربیگی - استان کرمان - شهر کرمان
22. باغ بیرم آباد-استان کرمان-شهر کرمان
23. باغ سرآسیاب-استان کرمان-شهرکرمان
24. باغ مشیز-استان کرمان-شهر کرمان
25. باغ گلشن-استان کرمان-شهرکرمان
26. باغ دیلمقانی-استان کرمان-شهرکرمان
27. باغ نظر-استان کرمان-شهرکرمان
28. باغ هرندی-استان کرمان-شهرکرمان
29. باغ فتح آباد-استان کرمان-شهر کرمان
30. باغ سنگی-استان کرمان-شهر سیرجان
31. باغ بمید-استان کرمان-شهر سیرجان
32. اتاق آئینه شهر کرد - استان چهار محال - شهرستان شهر کرد
33. باغ و مقبره حسام الدوله - استان خراسان - شهرستان بیرجند
34. باغ رحیم آباد (باغ و عمارت و ملحقات) - استان خراسان - شهرستان بیرجند
35. باغ شوکت آباد و مستحدثات آن - استان خراسان - شهرستان بیرجند
36. باغ بهلگرد - - استان خراسان - شهرستان بیرجند
37. باغ و کوشک امیرآباد - استان خراسان - شهرستان بیرجند
38. باغ نشاط (تقی آباد) - استان خراسان - شهرستان بیرجند
39. باغ اسکویی - استان خراسان - شهرستان بیرجند
40. باغ سرای مند - استان خراسان - شهرستان بیرجند
41. باغ خالصه بمپور - بلوچستان - شهربمپور
42. باغ نوابی (شیخی) - استان فارس - شهر شبراز
43. باغ نو و عمارت آن - استان فارس - شهر شبراز
44. باغ مینو و محوطه آن - استان فارس - شهر شبراز
45. باغ نارنجی - استان فارس - شهرستان فیروزآباد
46. باغ نشاط - استان فارس - شهرستان لارستان
47. باغ دلگشا - استان فارس - شهر شبراز
48. باغ تخت - استان فارس - شهر شبراز
49. باغ و عمارت هفت تن - استان فارس - شهر شبراز
50. باغ منشی باشی و ساختمان قدیمی - استان فارس - شهر شبراز
51. باغ عفیف آباد - استان فارس - شهر شبراز
52. باغ جهان نما - استان فارس - شهر شبراز
53. باغ ارم - استان فارس - شهر شبراز
54. باغ نظر - استان فارس - شهر کازرون
55. عمارت باغ سپهدار - استان قزوین - شهر قزوین
56. بنای موزه یادبود سوم اسفند - استان قزوین - شهر قزوین
57. باغ خانه محمد اسماعیل خان نوری - استان کرمان - شهر کرمان
58. باغ شماره ۲ کرمان - استان کرمان - شهر کرمان
59. باغ شماره ۳ کرمان(باغ مدعی العموم) - استان کرمان - شهر کرمان
60. باغ و عمارت شازده ماهان - استان کرمان - شهر ماهان
61. موزه رضا شاه (باغ هرندی) - استان کرمان - شهر کرمان
62. باغ عمارت بیگربیگی - استان کرمان - شهر کرمان
63. باغ چشمه بلقیس و برج تاریخی - استان کهگیلویه - شهر کهگیلویه
64. باغ فلاحت (ایستگاه کشاورزی) - استان لرستان - شهر خرم آباد
65. باغ رامسر و مستحدثات واقع در آن - استان مازندران - شهر رامسر
66. باغ چهلستون - استان مازندران - شهر بهشهر
67. باغ چهلستون واقع در شهرداری بهشهر - استان مازندران - شهر بهشهر
68. باغ مشیر رحیم آباد - استان یزد - شهر یزد
69. باغ روآب بناهای موجود در آن - استان یزد - شهر یزد
70. باغ عبدالرحیم خان و بناهای موجود در آن - استان یزد - شهر یزد
71. باغ مشیر و بناهای موجود در آن - استان یزد - شهر یزد
72. باغ تینو - استان یزد - شهرستان بافق
73. باغ گلشن - استان یزد - شهرستان طبس
74. باغ پهلوان پور - استان یزد - شهرستان مهریز
75. باغ دولت آباد - استان یزد - شهر یزد
76. باغ قوام - استان فارس - شهرستان کوار -روستای مظفری